# Mongoliska nationaldemokratiska partiet
Mongoliska nationaldemokratiska partiet (MUAN) var ett politiskt parti i Mongoliet, bildat genom samgående mellan Mongoliets demokratiska parti och Nationella framstegspartiet. Samgåendet följde på ett bakslag för de reformistiska och demokratiska partierna i 1992 års val.
I parlamentsvalet 1996 ingick partiet i valalliansen Mongoliska demokratiska förbundet.
År 2000 gick nationaldemokraterna ihop med Mongoliets socialdemokratiska parti och bildade Demokratiska partiet.